# McLaren MP4/1
El McLaren MP4/1 (inicialmente conocido como MP4) era un coche de carreras de Fórmula 1 producido por el equipo McLaren. Fue utilizado durante las temporadas 1981, 1982 y 1983. Fue el segundo coche de Fórmula 1 en utilizar un chasis monocasco fabricado íntegramente con compuesto de fibra de carbono, después del Lotus 88 (que nunca corrió), un concepto que ahora es omnipresente. El MP4/1 participó por primera vez en una carrera de Fórmula 1 en el tercer Gran Premio de la temporada en Argentina.
El chasis fue diseñado por John Barnard, Steve Nichols y Alan Jenkins, y el coche estaba propulsado por un motor Cosworth DFV.
El MP4 fue el primer coche que se construyó tras la fusión del equipo McLaren y el equipo Project 4 de Fórmula 2 de Ron Dennis; su designación era la abreviatura de "Proyecto Marlboro 4".

## Diseño y construcción
El ingeniero principal del MP4 fue John Barnard, quien comenzó a dibujar el automóvil a finales de 1979. Después de una visita a la fábrica de Rolls-Royce donde vio a los ingenieros trabajando con tecnología de fibra de carbono en el motor a reacción Rolls-Royce RB211, Barnard vio el potencial. de esta tecnología y convenció a Ron Dennis para que financiara el diseño y la construcción de un automóvil completamente nuevo con este nuevo material de carrocería. El chasis en sí fue construido por McLaren utilizando carbono suministrado por la firma estadounidense Hercules Aerospace en Salt Lake City siguiendo el consejo del ingeniero de McLaren y ex aprendiz de Hercules Steve Nichols, y rápidamente revolucionó el diseño de automóviles en la Fórmula 1 con nuevos niveles de rigidez y protección al conductor y su Construcción compuesta de fibra de carbono (CFC). Dennis y Barnard siguieron el consejo de Nichols después de ser rechazados por varias empresas británicas debido a la ambición de este método de construcción de chasis. Al cabo de unos meses y años siguientes, todos los rivales de McLaren empezaron a utilizar la fibra de carbono. El coche era mucho más avanzado que cualquiera de los coches anteriores de McLaren, incluidos sus predecesores, el M29 y el M30 , y su diseño y construcción eran de una naturaleza mucho más precisa que antes, casi al nivel de un avión de combate. Los primeros chasis MP4/1 se construyeron en Estados Unidos y se enviaron de regreso a la fábrica de McLaren, ya que no tenían autoclaves en ese momento.

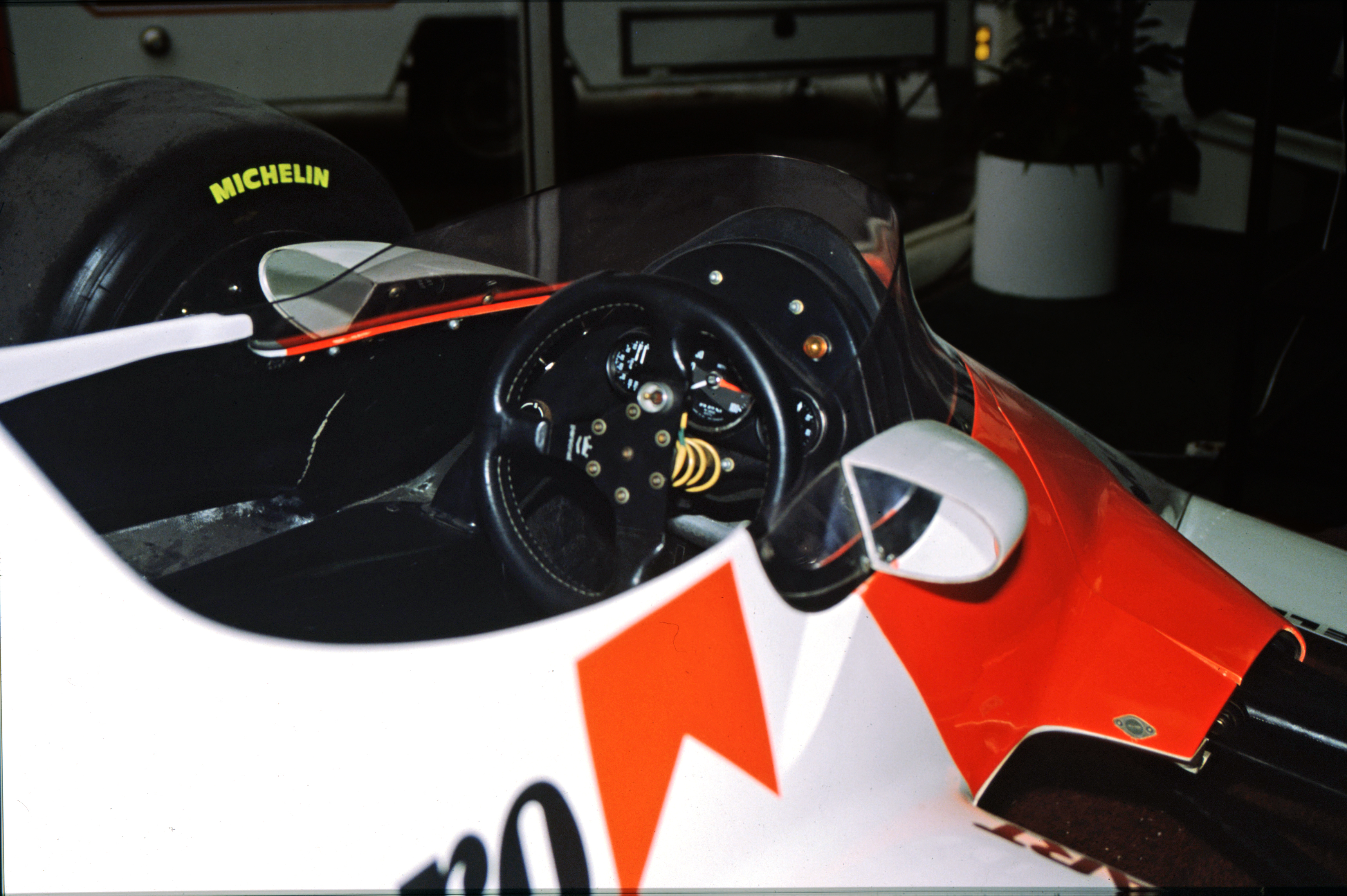
El cockpit del MP4B

Desde 1981 hasta finales de 1983, el MP4/1 fue propulsado por el motor Ford-Cosworth DFV V8 de 3,0 litros, pero a finales de 1983 el equipo cambió a turbocompresor, utilizando un motor TAG V6 de 1,5 litros construido por Porsche.
Tanto en 1981 como en 1982, McLaren International se benefició del uso exclusivo de un DFV desarrollado por Nicholson-McLaren Cosworth que impulsaba el MP4. Desarrollado y reconstruido en los talleres de John Nicholson en Colnbrook (un acuerdo con McLaren que se remonta a mediados de la década de 1970), el Nicholson DFV presentaba pistones y válvulas más grandes que un DFV de fábrica convencional y, por lo tanto, podía acelerar a alrededor de 11.500 RPM, produciendo alrededor de 510 BHP, lo que permitió a John Watson y Niki Lauda prácticamente igualar los motores biturbo V6 de Ferrari y Renault en velocidad en línea recta durante la temporada de 1982. El Nicholson DFV también utilizó diferentes piezas fundidas para reducir las pérdidas por fricción, además de utilizar pistones MAHLE en lugar de los pistones/bielas internos de Cosworth.
Hercules Aerospace conserva el coche de John Watson que fue destruido en el Gran Premio de Italia de 1981 y lo muestra a los visitantes después de permitirles ver imágenes del accidente, destacando cómo le fue posible sobrevivir en un coche de fibra de carbono.

## Carreras
John Watson y Andrea de Cesaris condujeron el MP4/1 durante la mayor parte de la temporada 1981 y Niki Lauda reemplazó a De Cesaris durante las temporadas 1982 y 1983. En 1982, el MP4B actualizado casi llevó a Watson al Campeonato del Mundo, pero terminó tercero detrás de Keke Rosberg y Didier Pironi, con 39 puntos. Ese mismo año, sin embargo, quedó segundo en el Campeonato de Constructores, sumando 69 puntos.

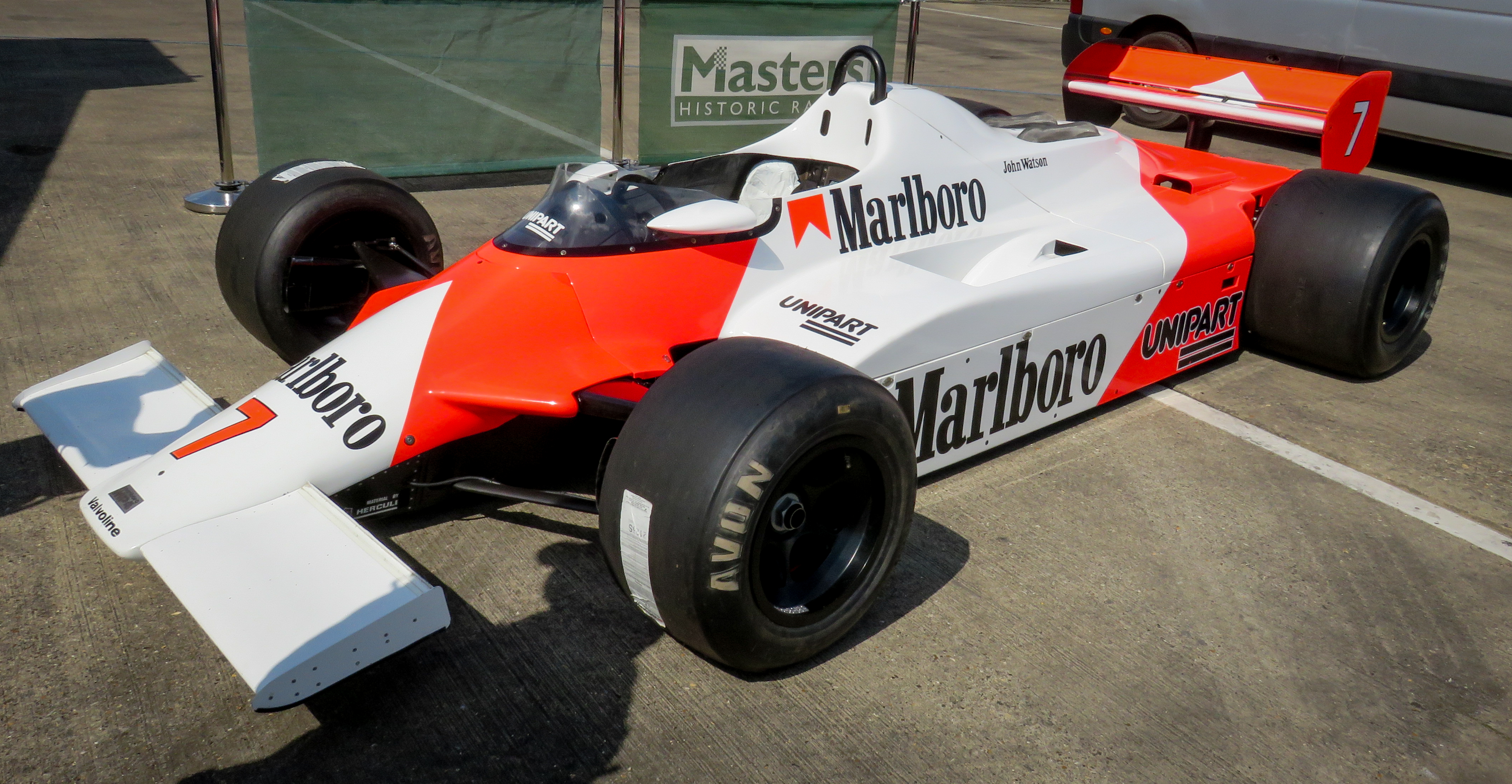
McLaren MP4/1B

Para la temporada de 1983, el coche se actualizó al MP4/1C, y la temporada comenzó con un resultado 1-2 para el MP4/1C en la Ronda 2 en Long Beach, en la que Watson ganó desde el puesto 22 en la parrilla, el puesto más lejano. De nuevo en la parrilla un piloto que ganó en la Fórmula 1, y Lauda terminó segundo desde el puesto 23 a pesar de sufrir un calambre en la pierna que empeoraba. Este coche se utilizó durante la mayor parte de la temporada, pero frente a los turbos más potentes de Renault, Ferrari y BMW, los resultados con el obsoleto Cosworth V8 eran cada vez más difíciles de conseguir, aunque Watson terminó tercero en el Gran Premio de Detroit y en la última carrera del coche Cosworth en Holanda.

### Con Porsche: el MP4/1E
Durante la temporada de 1983, McLaren trabajó con Techniques d'Avant Garde y Porsche para desarrollar un motor V6 turboalimentado construido según las especificaciones de John Barnard y el MP4/1D fue la mula de prueba. Más adelante en la temporada, en el Gran Premio de los Países Bajos en Zandvoort, el MP4/1C con motor Cosworth fue reemplazado por el MP4/1E con motor TAG, que esencialmente también era una mula de pruebas que compitió en sólo 4 carreras; Según Watson en una entrevista concedida en 2009, se trataba de un coche que se vio obligado a aparecer en el Gran Premio de los Países Bajos tras maniobras políticas de Lauda. Se dirigió al ejecutivo de Marlboro, Aleardo Buzzi (el hombre responsable de darle a McLaren su principal patrocinio), a espaldas del equipo McLaren y se quejó extensamente con Buzzi sobre la falta de competitividad del equipo sin un motor turbo. Luego, Buzzi retuvo el dinero que se había comprometido a McLaren para desarrollar el motor turbo TAG/Porsche. Esto enfureció a Dennis y al diseñador John Barnard, quienes habían diseñado el MP4/2 específicamente para el nuevo motor turboalimentado, pero ahora tuvieron que rediseñar su MP4/1 con la especificación "E" para el motor TAG.
El MP4/1E fue conducido por primera vez por Watson, no por Lauda, en el campo de pruebas de Porsche. Era competitivo, pero el nuevo motor estaba poco desarrollado y tenía problemas iniciales. Esto hizo que el coche fuera muy poco fiable y no ganó ninguna carrera. Sin embargo, no se esperaba que este coche ganara o incluso terminara carreras. En total, el MP4/1 le dio a McLaren 6 victorias, otros 11 podios y un total de 131 puntos.
El comentarista de la BBC Murray Walker condujo el MP4/1C en Silverstone en 1983.
El MP4B (listado como MP4/1B) está disponible como coche clásico en el videojuego F1 2019.

## Resultados
(Clave) (negrita indica pole position) (cursiva indica vuelta rápida)

| Año  | Equipo                         | Chasis | Motor              | Neu. | Pilotos           | 1   | 2   | 3   | 4   | 5   | 6   | 7   | 8   | 9   | 10  | 11  | 12  | 13  | 14  | 15  | 16  | Puntos | Pos, |
| ---- | ------------------------------ | ------ | ------------------ | ---- | ----------------- | --- | --- | --- | --- | --- | --- | --- | --- | --- | --- | --- | --- | --- | --- | --- | --- | ------ | ---- |
| 1981 | Marlboro McLaren International | MP4    | Cosworth DFV V8 NA | M    |                   | USW | BRA | ARG | SMR | BEL | MON | ESP | FRA | GBR | GER | AUT | NED | ITA | CAN | CPL |     | 28     | 6°   |
| 1981 | Marlboro McLaren International | MP4    | Cosworth DFV V8 NA | M    | John Watson       |     |     | Ret | 10  | 7   | Ret | 3   | 2   | 1   | 6   | 6   | Ret | Ret | 2   | 7   |     | 28     | 6°   |
| 1981 | Marlboro McLaren International | MP4    | Cosworth DFV V8 NA | M    | Andrea de Cesaris |     |     |     |     |     | Ret | Ret | 11  | Ret | Ret | 8   | DNS | 7   | Ret | 12  |     | 28     | 6°   |
| 1982 | Marlboro McLaren International | MP4B   | Cosworth DFV V8 NA | M    |                   | RSA | BRA | USW | SMR | BEL | MON | DET | CAN | NED | GBR | FRA | GER | AUT | SUI | ITA | CPL | 69     | 2°   |
| 1982 | Marlboro McLaren International | MP4B   | Cosworth DFV V8 NA | M    | John Watson       | 6   | 2   | 6   |     | 1   | Ret | 1   | 3   | 9   | Ret | Ret | Ret | 9   | 13  | 4   | 2   | 69     | 2°   |
| 1982 | Marlboro McLaren International | MP4B   | Cosworth DFV V8 NA | M    | Niki Lauda        | 4   | Ret | 1   |     | DSQ | Ret | Ret | Ret | 4   | 1   | 8   | DNS | 5   | 3   | Ret | Ret | 69     | 2°   |
| 1983 | Marlboro McLaren International | MP4/1C | Cosworth DFV V8 NA | M    |                   | BRA | USW | FRA | SMR | MON | BEL | DET | CAN | GBR | GER | AUT | NED | ITA | EUR | RSA |     | 34     | 5°   |
| 1983 | Marlboro McLaren International | MP4/1C | Cosworth DFV V8 NA | M    | John Watson       | Ret | 1   | Ret | 5   | DNQ | Ret | 3   | 6   | 9   | 5   | 9   | 3   |     |     |     |     | 34     | 5°   |
| 1983 | Marlboro McLaren International | MP4/1C | Cosworth DFV V8 NA | M    | Niki Lauda        | 3   | 2   | Ret | Ret | DNQ | Ret | Ret | Ret | 6   | DSQ | 6   |     |     |     |     |     | 34     | 5°   |
| 1983 | Marlboro McLaren International | MP4/1C | Cosworth DFV V8 NA | M    | Stefan Bellof     |     |     |     |     |     |     |     |     |     |     |     |     |     | WD  |     |     | 34     | 5°   |
| 1983 | Marlboro McLaren International | MP4/1E | TAG Porsche V6 tc  | M    | John Watson       |     |     |     |     |     |     |     |     |     |     |     |     | Ret | Ret | DSQ |     | 0      | NC   |
| 1983 | Marlboro McLaren International | MP4/1E | TAG Porsche V6 tc  | M    | Niki Lauda        |     |     |     |     |     |     |     |     |     |     |     | Ret | Ret | Ret | 11  |     | 0      | NC   |